# Nữ thần rắn
Nakee (Tiếng Thái: นาคี, Tiếng Việt: Nữ thần rắn) là bộ phim truyền hình Thái Lan phát sóng vào năm 2016 do hãng Act Art Generation sản xuất. Phim phát sóng trên đài Channel 3 (CH3) Thái Lan từ ngày 26 tháng 9 năm 2016. Phim có sự tham gia của Natapohn Tameeruks và Phupoom Pongpanu. Bộ phim trở thành bộ phim đạt rating cao nhất của CH3 và toàn quốc trong năm 2016. Bộ phim còn đạt được nhiều giải thưởng danh giá trong và ngoài nước.
Do sự thành công của bộ phim, nhà sản xuất quyết định thực hiện phần tiếp theo nhưng được lên màn ảnh rộng năm 2018..

## Nội dung
Kumkaew (Natapohn Tameeruks) là một cô gái xinh đẹp nhưng mang ba thân phận: 1 cô thôn nữ hiền lành, 1 linh hồn, 1 nữ thần rắn kỳ bí có phép thuật, đồng thời cũng rất đáng sợ khi nổi giận. Còn Thosapol (Phupoom Pongpanu) là một sinh viên khảo cổ, mỗi đêm, anh chàng đều mơ về một nữ thần xinh đẹp, thần bí.
1000 năm trước, Kumkaew khi ấy là Nữ thần rắn đã đem lòng yêu con người là tướng quân Chai Singh. Chuyện tình trái lẽ thường đó xảy ra sóng gió khi chàng bị hại chết, nàng bị phong ấn 1000 năm. 1000 năm sau đó, nữ thần tái sinh dưới thân phận cô gái Kumkaew, còn Chai Singh trở thành chàng sinh viên Thosapol.
Và trong một lần cùng bạn bè đi thám hiểm tại ngôi làng Donmaipa, Thosapol đã gặp Kumkaew - người có gương mặt giống hệt nữ thần vẫn hằng đêm tìm mình trong giấc mơ.
Tình yêu giữa Thosapol và Kumkaew chớm nở ngay lần đầu họ gặp nhau, anh bị mê mẩn bởi một cô gái dịu dàng, thùy mị và tỏa sáng bằng nét đẹp tự nhiên, chân phương, còn cô cũng dần bị lay động bởi chàng công tử nhà giàu nhưng sẵn sàng vì cô mà chống lại những kẻ xấu đang tìm cách hại cô. Tình yêu ấy càng trở nên mạnh mẽ khi trải qua những thử thách, biến cố do những kẻ xấu nhận ra sự khác biệt của Kumkaew và tìm cách tiêu diệt cô.
Cuộc chiến chống lại quyền năng bí ẩn, tranh giành tình yêu sẽ đi đến đâu? Không ai đoán được sức mạnh Kumkaew có được là từ những oán hận trong quá khứ. Nó có liên quan gì đến hiện tại? Liệu câu chuyện của Nakee vẫn mãi là bí mật không lời giải đáp?

## Diễn viên
Diễn viên chính
- Natapohn Tameeruks trong vai Kumkaew / Nữ thần Nakee
- Phupoom Pongpanu trong vai Thosapol / Tướng quân Chai Singh

Diễn viên phụ
- Tanakorn Posayanon trong vai Tiến sĩ Tassanai - thầy của Thosapol
- Kriengkrai Oonhanun trong vai Tiến sĩ Supat - cha của Thosapol
- Arisara Wongchalee trong vai Kampong - mẹ của Kumkaew
- Montree Jenuksorn trong vai Trưởng làng Yam
- Sakrat Ruekthamrong trong vai Boonsong - cha của Pimporn
- Chattarika Sittiprom trong vai Pimporn (hiện tại) / Pimpawadee (quá khứ)
- Wattanawongsiri Lakana trong vai Lumjiak / Nang Paya Nakee
- Hiranbuth Visarut trong vai Thầy pháp Muang-In / Jao In
- Karun Aramsri trong vai Wanchana (hiện tại) / Marut (quá khứ)
- Atthaphon Thetthawong trong vai Prakit / "Kit" / Akkanee
- Charkit Jatuporwatanaphon trong vai Luang Poo
- Sirinrat Vidhyaphum trong vai Rattanawadee

Khách mời
- Danai Jarujinda trong vai Watcharapakarn - Hộ vệ của Nữ thần Nakee
- Gosin Rachakrom trong vai Lueng - con trai của Trưởng làng Yam
- Pongpat Wachirabunjong trong vai Tao See Suttoh Nakkaraj
- Chartchai Ngamsan trong vai Kane - cha của Kumkaew

## Đón nhận
Đài CH3 từng có nhiều dự án đạt được rating khoảng 20% như Sawan Biang (25%), Game Rai Game Ruk (20%)... Tuy nhiên, trong vài năm trở lại đây, việc các đài buộc phải chuyển sang định dạng HD, các bộ phim chiếu giờ vàng đã giảm rating đáng kể. Trong đó, CH3 có rating dao động 3-5%, hay ngay cả đài CH7 cũng chịu ảnh hưởng, giảm từ trên 10% xuống còn khoảng 7%. Như vậy, với rating cao nhất đạt 17,3%, Nữ thần rắn đã lập kỷ lục phim có tỷ suất người xem cao nhất đài CH3 trong năm 2016. Kỷ lục rating cao nhất đài CH3 bị phá vỡ vào năm 2018 với bộ phim Ngược dòng thời gian để yêu anh.
Không chỉ ở Thái Lan mà fan quốc tế, trong đó có Việt Nam, cũng hết sức mong chờ và yêu thích dự án mới này của nữ diễn viên Taew Natapohn. Những sản phẩm liên quan đến bộ phim, điển hình là nhạc phim chính thức được đăng tải trên kênh YouTube của CH3 đã đạt 100 triệu lượt xem và tiếp tục tăng theo từng năm, đến 2021 nhạc phim Khu Khong (Lứa đôi) đã đạt hơn 480 triệu lượt xem.
Bên cạnh đó, video tập 1 của Nữ thần rắn trên kênh YouTube của CH3 cũng đã đạt 9,6 triệu lượt xem, tập mới lên sóng là tập 8 cũng nhanh chóng đạt 600 nghìn lượt xem sau khoảng nửa ngày được đăng tải. Đây là kỷ lục chưa từng có đối với các bộ phim truyền hình được chiếu trên kênh chính thức của Thái Lan.
Tỷ suất người xem trung bình của bộ phim đạt 10.93%, vượt qua đài CH7 trong lịch sử phim truyền hình Thái Lan. Số lượt xem trên Youtube đã vượt 290 triệu lượt, đứng thứ 5 số lượt xem các video Thái Lan năm 2016. Taew được đề cử Nữ diễn viên xuất sắc nhất và giải Nữ diễn viên yêu thích nhất tại Komchadluek Awards, được đề cử Nữ diễn viên chính xuất sắc nhất tại Daradaily The Great Awards và giải Hot Girl của năm 2016, đồng thời đề cử bốn hạng mục giải Kazz Awards. Bộ phim còn giành giải thưởng Phim truyền hình nước ngoài xuất sắc nhất tại International Drama Festival tại Tokyo, Nhật Bản.
Với sức hút mạnh mẽ ấy, tất cả các khán giả của bộ phim từng ngóng chờ một kết thúc có hậu. Thế nhưng, Nữ thần rắn bản truyền hình lại khiến người xem tiếc nuối vì cái kết khá bi thảm, gây "sát thương nghiêm trọng" cho người hâm mộ. Chính vì vậy, đạo diễn Off Pongpat đã quyết định sẽ làm tiếp phần 2 để "xoa dịu vết thương" cho khán giả. Thế nhưng, bẵng đi gần 2 năm, không thấy có bất kì thông tin nào liên quan đến phần 2 của Nữ thần rắn. Đến năm 2018, ekip sẽ chính thức bắt tay vào thực hiện phiên bản điện ảnh và khai thác một câu chuyện tương đối độc lập.

## Rating
| Tập        | Ngày phát sóng | Quốc gia | Bangkok | Thành thị | Nông thôn |
| ---------- | -------------- | -------- | ------- | --------- | --------- |
| 1          | 26/09/2016     | 5.939    | 9.890   | 8.526     | 4.091     |
| 2          | 27/09/2016     | 7.597    | 10.953  | 10.034    | 5.941     |
| 3          | 03/10/2016     | 8.127    | 10.981  | 9.976     | 6.799     |
| 4          | 04/10/2016     | 9.191    | 13.334  | 11.811    | 7.286     |
| 5          | 10/10/2016     | 10.173   | 13.587  | 12.172    | 8.661     |
| 6          | 11/10/2016     | 11.170   | 14.364  | 12.284    | 10.025    |
| 7          | 21/11/2016     | 12.108   | 12.451  | 12.961    | 11.722    |
| 8          | 22/11/2016     | 12.622   | 14.097  | 13.934    | 11.808    |
| 9          | 28/11/2016     | 12.343   | 13.810  | 14.254    | 11.317    |
| 10         | 29/11/2016     | 13.638   | 15.734  | 14.570    | 12.815    |
| 11         | 05/12/2016     | 17.291   | 20.433  | 17.446    | 16.501    |
| Trung bình | Trung bình     | 10.927%  | 13.603% | 12.543%   | 9.724%    |

- Giữa tháng 10 cho đến giữa tháng 11, phim cũng như các bộ phim truyền hình khác tạm ngừng phát sóng do Quốc tang đức vua Rama IX Bhumibol Adulyadej qua đời.[4][5][6][7][8][9]

## Ca khúc nhạc phim
- คู่คอง / Khu Khong (Lứa đôi) Thể hiện bởi: Kong Huayrai (Ca khúc mở đầu)
- ขาดเธอขาดใจ / Khat Thoe Khatchai (Thiếu em như mất đi con tim) Thể hiện bởi: Nut Chatchai (Ca khúc kết thúc)